# Проєкт «Шукай»
Проєкт «Шукай!» — це мистецький проєкт, що розповідає історію Києва у бронзових мініскульптурах .
Автор проєкту — гід та «менеджер Києва» Юлія Бевзенко, засновниця екскурсійного бюро «Секретний дворик», амбасадор Києва за версією премії Kyiv Tourism Awards.
Проєкт створено для того, щоб мешканці та гості міста мали можливість пізнавати історію Києва без гіда, досліджуючи столицю України самостійно. Кожна скульптура містить QR-код, який після сканування відкриває сторінку з детальною інформацією про історію кожної з них .

## Список
| Номер скульптури | Назва                                | Посилання на фото | Учасники проєкту | Координати                                                                  | Місцерозташування | Легенда                                                                             | Відкриття                                                          |
| ---------------- | ------------------------------------ | ----------------- | --- | --------------------------------------------------------------------------- | --- | ----------------------------------------------------------------------------------- | ------------------------------------------------------------------ |
| 1                | Котлета по-київськи                  |                   | Скульптор — Сергій Галенко Дмитро Борисов                                                                                   | 50°25′50″ пн. ш. 30°31′32″ сх. д. / 50.43056° пн. ш. 30.52556° сх. д.       | вул. Андріївський узвіз, 19, дворик ресторану «Канапа»                                                                                 | Потреш мене — і завжди будеш ситим.                                                 | січень 2018 року                                                   |
| 2                | Київський каштан                     |                   | Скульптор — Марко Галенко Директор управління туризму та промоцій Київської міської державної адміністрації Антон Тараненко | 50°26′46.3″ пн. ш. 30°31′15.5″ сх. д. / 50.446194° пн. ш. 30.520972° сх. д. | вул. Хрещатик, 36, будівля Київської міської державної адміністрації                                                                   | Потреш мене — і весна буде теплою                                                   | 28 лютого 2018 року                                                |
| 3                | Київський торт                       |                   | Скульптор — Дар'я Вовк Рошен                                                                                                | 50°24′25.5″ пн. ш. 30°31′15.6″ сх. д. / 50.407083° пн. ш. 30.521000° сх. д. | проспект Науки, 1, на стіні фабрики «Roshen»                                                                                           | Потреш мене — і завжди будеш струнким                                               | 12 квітня 2018 року                                                |
| 4                | Київське сухе варення                |                   | Скульптор — Марко Галенко Dream House Hostel                                                                                | 50°27′43.9″ пн. ш. 30°31′00″ сх. д. / 50.462194° пн. ш. 30.51667° сх. д.    | Андріївський узвіз, 2д біля Druzi cafe та Dream Hostel                                                                                 | Потреш мене — і взимку не будеш хворіти                                             | 27 квітня 2018 року                                                |
| 5                | Київський екіпаж                     |                   | Скульптор — Марко Галенко AVIS                                                                                              | 50°26′50″ пн. ш. 30°31′32″ сх. д. / 50.44722° пн. ш. 30.52556° сх. д.       | вул. Хрещатик, 15/4, Київський Пасаж                                                                                                   | Потреш мене — і завжди буде зелене світло                                           | 27 травня 2018 року                                                |
| 6                | Київський трамвай                    |                   | Скульптор — Дарина Вовк ТРЦ «Gulliver»                                                                                      | 50°26′19″ пн. ш. 30°31′22″ сх. д. / 50.43861° пн. ш. 30.52278° сх. д.       | Спортивна площа, 1 Вхід до ТРЦ «Gulliver»                                                                                              | Потреш мене — і можеш їздити зайцем                                                 | 27 травня 2018 року                                                |
| 7                | Київська плінфа                      |                   | Скульптор — Сергій Галенко Українська державна будівельна корпорація «Укрбуд»                                               | 50°27′30.3″ пн. ш. 30°30′37.1″ сх. д. / 50.458417° пн. ш. 30.510306° сх. д. | вулиця Дегтярна, 6 | Потреш мене — і буде нове житло                                                     | червень 2018 року                                                  |
| 8                | Київський фонтан                     |                   | Скульптор — Сергій Галенко Кафе «Трішки більше»                                                                             | 50°26′56.8″ пн. ш. 30°30′50.5″ сх. д. / 50.449111° пн. ш. 30.514028° сх. д. | вулиця Володимирська, 40/2, на стіні кафе «Трішки більше»                                                                              | Вкинеш монетку — повернешся до Києва                                                | липень 2018 року                                                   |
| 9                | Київський слоник                     |                   | Скульптор — Марко Галенко Аукціон для колекціонерів Violity                                                                 | 50°27′03.8″ пн. ш. 30°31′21.7″ сх. д. / 50.451056° пн. ш. 30.522694° сх. д. | Майдан Незалежності, 1, ТЦ «GLOBUS» 1, вхід зі сторони Лядських воріт, у скляному куполі                                               | Потри мене — і повернешся в дитинство                                               | 20 вересня 2018 року                                               |
| 10               | Київський грамофон                   |                   | Скульптор — Дарина Вовк Старокиївська ресторація «Первак»                                                                   | 50°26′22″ пн. ш. 30°31′9″ сх. д. / 50.43944° пн. ш. 30.51917° сх. д.        | вул. Рогнідинська, 2, ресторація «Первак»                                                                                              | Увімкни мене — почуєш київський гімн                                                | 20 жовтня 2018 року                                                |
| 11               | Київська (скіфська) пектораль        |                   | Скульптор — Юрій Білявський Ювелірний дім «OBERIG»                                                                          | 50°26′50″ пн. ш. 30°31′32″ сх. д. / 50.44722° пн. ш. 30.52556° сх. д.       | вул. Хрещатик, 15/4, стіна Київського Пасажу (ближче до вулиці Марії Заньковецької)                                                    | Потреш мене — доторкнешся до історії                                                | 20 листопада 2018 року                                             |
| 12               | Київський Самсон                     |                   | Скульптор — Дарина Вовк Astarta organic business center                                                                     | 50°28′18.6″ пн. ш. 30°31′07.9″ сх. д. / 50.471833° пн. ш. 30.518861° сх. д. | вул. Ярославська, 58 Astarta Organic Business Centre                                                                                   | Потри мене — і станеш сильнішим за лева                                             | грудень 2018 року                                                  |
| 13               | Київський комп'ютер                  |                   | Скульптор — Дарина Вовк ASUS                                                                                                | 50°27′8″ пн. ш. 30°30′28″ сх. д. / 50.45222° пн. ш. 30.50778° сх. д.        | вул. Ярославів Вал, 23, стіна ресторану «Chang»                                                                                        | Потри мене — і буде гарний інтернет                                                 | 20 березня 2019 року                                               |
| 14               | Золоті ворота                        |                   | Скульптор — Марко Галенко Interkassa                                                                                        | 20°27′7″ пн. ш. 30°30′39″ сх. д. / 20.45194° пн. ш. 30.51083° сх. д.        | вул. Ярославів Вал, 21/20а, стіна кафе «Буланжері»                                                                                     | Потреш мене — і тобі відкриються всі двері                                          | 11 квітня 2019 року                                                |
| 15               | Київський богатир Кирило Кожум'яка   |                   | Скульптор — Марко Галенко Клуб здорових задоволень «5 елемент»                                                              | 50°28′42.8″ пн. ш. 30°32′00.5″ сх. д. / 50.478556° пн. ш. 30.533472° сх. д. | вул. Електриків, 29а, біля спортклубу «5 елемент»                                                                                      | Потри мене — і приборкаєш своїх драконів                                            | травень 2019 року                                                  |
| 16               | Золота туфелька Сержа Лифаря         |                   | Скульптор — Юрій Білявський Premier Palace Hotel Kyiv                                                                       | 50°26′32.9″ пн. ш. 30°31′01.9″ сх. д. / 50.442472° пн. ш. 30.517194° сх. д. | бул. Т. Шевченка, 5-7/29 на стіні готелю Premier Palace Hotel Kyiv                                                                     | Потреш мене — і сягнеш неймовірної височини                                         | 29 травня 2019 року                                                |
| 17               | Київська кава                        |                   | Скульптор — Ольга Колесник City-Zen cafe&bar                                                                                | 50°27′20″ пн. ш. 30°30′45″ сх. д. / 50.45556° пн. ш. 30.51250° сх. д.       | вул. Велика Житомирська, 20, на колоні біля City-Zen cafe&bar                                                                          | Потреш мене — бадьорість прийде                                                     | червень 2019 року                                                  |
| 18               | Гелікоптер Сікорського               |                   | Скульптор — Юрій Білявський Інститут вертебрології та реабілітації                                                          | 50°27′05″ пн. ш. 30°30′34″ сх. д. / 50.45139° пн. ш. 30.50944° сх. д.       | вул. Ярославів Вал, 22, біля готелю Radisson Blu Hotel                                                                                 | Потри мене — і мрія прийде                                                          | 19 червня 2019 року                                                |
| 19               | Київські шахи                        |                   | Скульптор — Ольга Колесник Ольга Федіна Засновниця видавництва настільних ігор                                              | 50°26′26″ пн. ш. 30°30′43″ сх. д. / 50.44056° пн. ш. 30.51194° сх. д.       | парк ім. Тараса Шевченка, в альтанці на шаховому майданчику неподалік від фонтана                                                      | Потреш мене і зробиш хід конем                                                      | 19 червня 2019 року                                                |
| 20               | Київський велотрек                   |                   | Скульптор — Юрій Білявський STANLEY PMI                                                                                     | 50°26′56.8″ пн. ш. 30°30′19.7″ сх. д. / 50.449111° пн. ш. 30.505472° сх. д. | вул. В'ячеслава Липинського, 15, на київському велотреку                                                                               | Потреш мене — набереш швидкість                                                     | вересень 2019 року                                                 |
| 21               | Київський балкон                     |                   | Скульптор — Ольга Колесник Родина Тадай, Агромат, Hallway                                                                   | 50°26′06.6″ пн. ш. 30°31′05.3″ сх. д. / 50.435167° пн. ш. 30.518139° сх. д. | вул. Шота Руставелі, 44 | Потреш мене — порядок прийде                                                        | Вересень 2019 року                                                 |
| 22               | Ланцюговий міст                      |                   | Скульптор — Ольга Колесник IQ бізнес-центр                                                                                  | 50°25′17″ пн. ш. 30°33′11.5″ сх. д. / 50.42139° пн. ш. 30.553194° сх. д.    | вул. Болсуновська, 13-15, БЦ «IQ» | Мене потри — свій берег обери                                                       | Жовтень 2019 року                                                  |
| 23               | Київський лист                       |                   | Скульптор — Юрій Білявський Terra Group.                                                                                    | 50°26′19.9″ пн. ш. 30°31′13″ сх. д. / 50.438861° пн. ш. 30.52028° сх. д.    | вул. Шота Руставелі, 13, стіна Синагоги Бродського                                                                                     | Торкнись мене і тебе врятують                                                       | 17 листопада 2019 року                                             |
| 24               | Годинник П'єра Брульйона             |                   | Скульптор — Юрій Білявський Аванто                                                                                          | 50°27′48.9″ пн. ш. 30°31′15.7″ сх. д. / 50.463583° пн. ш. 30.521028° сх. д. | вул. Братська, 17-19, готель «Radisson Blu Hotel»                                                                                      | Потреш мене — і тобі ніколи не бракуватиме часу                                     | 20 грудня 2019 року                                                |
| 25               | Київська станція «Негайної допомоги» |                   | Скульптор — Юрій Білявський Revenuegrid Invisible                                                                           | 50°26′57.8″ пн. ш. 30°30′29.5″ сх. д. / 50.449389° пн. ш. 30.508194° сх. д. | вул. Липинського, 4, стіна готелю «Globe Runner»                                                                                       | Потри на вдячність лікарям, що ризикнуть своїм життям                               | липень 2020 року                                                   |
| 26               | Михайло Булгаков                     |                   | 🖍Скульптурка вкрадена у 2022-му році Скульптор — Юрій Білявський Освітній центр «Світло»                                    | 50°27′27″ пн. ш. 30°30′35.5″ сх. д. / 50.45750° пн. ш. 30.509861° сх. д.    | 🖍Скульптурка вкрадена у 2022-му році вул. Дегтярна, 29                                                                                 | 🖍Скульптурка вкрадена у 2022-му році Подивись мені в очі і зустрінеш свого Майстра  | 🖍Скульптурка вкрадена у 2022-му році встановлено: липень 2020 року |
| 27               | Танцівники на Театральній            |                   | Скульптор — Юрій Білявський «Фокстрот»                                                                                      | 50°26′42″ пн. ш. 30°31′31.5″ сх. д. / 50.44500° пн. ш. 30.525417° сх. д.    | Перехід станції метро «Театральна», вхід з вул. Богдана Хмельницького, 5                                                               | Мене потреш — завжди у парі будеш                                                   | вересень 2020 року                                                 |
| 28               | Обличчя Києва                        |                   | Скульптор — Юрій Білявський Кавовий дім «London»                                                                            | 50°27′55″ пн. ш. 30°30′42″ сх. д. / 50.46528° пн. ш. 30.51167° сх. д.       | вул. Верхній Вал, 18, біля входу до кавового дому «London»                                                                             | Хто мене потре, — обличчя міста збереже                                             | грудень 2020 року                                                  |
| 29               | Серце Києва                          |                   | Скульптор — Юрій Білявський Інститут вертебрології та реабілітації                                                          | 50°26′49″ пн. ш. 30°30′29″ сх. д. / 50.44694° пн. ш. 30.50806° сх. д.       | вул. Богдана Хмельницького 42; вул. М. Амосова, 6 (Національний інститут серцево-судинної хірургії М. Амосова)                         | Натисни на мене і відчуєш серцебиття                                                | травень 2021 року                                                  |
| 30               | Київська пальма Лівістона            |                   | Скульптор — Юрій Білявський Партнер скульптурки — приватні меценати                                                         | 50°26′37.6″ пн. ш. 30°29′59.4″ сх. д. / 50.443778° пн. ш. 30.499833° сх. д. | вул. Назарівська, 23, біля оранжереї Ботанічного саду імені Фоміна                                                                     | Мене потреш — стелю проб'єш                                                         | червень 2021 року                                                  |
| 31               | Київська гривня                      |                   | Скульптор — Юрій Білявський Партнер скульптурки — Альфа-Банк Україна                                                        | 50°27′29″ пн. ш. 30°30′58″ сх. д. / 50.45806° пн. ш. 30.51611° сх. д.       | вул. Володимирська, 2, фасад Національного музею історії України                                                                       | Мене потреш — гривню збережеш                                                       | серпень 2021 року                                                  |
| 32               | Галшка Гулевичівна                   |                   | Скульптор — Юрій Білявський Партнер скульптурки — Zagoriy Foundation                                                        | 50°27′50″ пн. ш. 30°31′15″ сх. д. / 50.46389° пн. ш. 30.52083° сх. д.       | вулиця Іллінська, 8 на розі із вулицею Братською                                                                                       |                                                                                     | листопад 2021 року                                                 |
| 33               | Микола Бунге                         |                   | Скульптор — Юрій Білявський Партнер скульптурки — Zagoriy Foundation                                                        | 50°26′34″ пн. ш. 30°31′58″ сх. д. / 50.44278° пн. ш. 30.53278° сх. д.       | вул. Липська, 18/5 |                                                                                     | 24 листопада 2021 року                                             |
| 34               | Михайло Дегтярьов                    |                   | Скульптор — Юрій Білявський Партнер скульптурки — Zagoriy Foundation                                                        | 50°27′11″ пн. ш. 30°31′41″ сх. д. / 50.45306° пн. ш. 30.52806° сх. д.       | Володимирський узвіз 2 |                                                                                     | листопад 2021 року                                                 |
| 35               | Давид Марголін                       |                   | Скульптор — Юрій Білявський Партнер скульптурки — Zagoriy Foundation                                                        | 50°26′47″ пн. ш. 30°31′40″ сх. д. / 50.44639° пн. ш. 30.52778° сх. д.       | вулиця Ольгинська 2/1 |                                                                                     | листопад 2021 року                                                 |
| 36               | Родина Ґалаґанів                     |                   | Скульптор — Юрій Білявський Партнер скульптурки — Zagoriy Foundation                                                        | 50°26′42″ пн. ш. 30°30′58″ сх. д. / 50.44500° пн. ш. 30.51611° сх. д.       | вулиця Богдана Хмельницького 11 |                                                                                     | листопад 2021 року                                                 |
| 37               | Привид Києва                         |                   | Скульптор — Анна Роздорожнюк Партнер скульптурки — родина Босенків                                                          |                                                                             | вулиця Богдана Хмельницького, 56-а | Мене торкнись — перемогу наблизь                                                    | червень 2022 року                                                  |
| 38               | Паляниця                             |                   | Скульптор — Юрій Білявський Партнер скульптурки — міжнародна логістична компанія DB Schenker                                |                                                                             | вулиця Набережно-Хрещатицька, 1 (стіна готелю "Fairmont Grand Hotel Kyiv")                                                             | Торкнись мене і скажи: «Паляниця»                                                   | листопад 2022 року                                                 |
| 39               | Цукровий бурячок                     |                   | Скульптор — Юрій Білявський Партнер скульптурки — Дмитро Синенко                                                            |                                                                             | Музейна площа, шостий корпус Національного технічного університету України "Київський політехнічний інститут імені Ігоря Сікорського". | Мене потри – свій внесок зроби                                                      | квітень 2023 року                                                  |
| 40               | Київська складанка                   |                   | Скульптор — Юрій Білявський Меценат скульптурки — Інститут вертебрології і реабілітації                                     |                                                                             | Десятинна, 12 на фасаді будинку. Там, де проходять «Всі.Свої»                                                                          | Залиште свій відбиток пальця на нашій скульптурці, адже Київ складається з усіх нас | травень 2023                                                       |
| 41               | Літера Ї                             |                   | Скульптор — Юрій Білявський Меценат скульптурки — Олег, Єва і Соломія Островські                                            |                                                                             | Бульвар Тараса Шевченка, 14 на лівій колоні Інституту філології КНУ імені Тараса Шевченка                                              | Мене потри — мову збережи                                                           | вересень 2023 року                                                 |
| 42               | Герої                                |                   | Скульптор — Юрій Білявський Меценат скульптурки — Усі меценати проєкту "Шукай!"                                             |                                                                             | на дзвіниці на Аскольдовій могилі, Паркова дорога, 1.                                                                                  | Прихили коліно, вшануй пам'ять про полеглих героїв України та їхній подвиг          | 29 березня2024 року                                                |
| 43               | У Ольги під плащем меч!              |                   | Скульптор — Юрій Білявський Меценат скульптурки — Дмитро Синенко                                                            |                                                                             | Дипломатична академія України, Михайлівська площа, справа від головного входу                                                          | Меча торкнись, відваги наберись.                                                    | травень 2024 року                                                  |
| 44               | Прочитано                            |                   | Скульптор — Юрій Білявський Меценат скульптурки — книгарня «Сенс на Хрещатику»                                              |                                                                             | вул. Хрещатик, 34, на фасаді книгарні «Сенс на Хрещатику»                                                                              | На кнопку натискаєш — прочитання повідомлень наближаєш                              | серпень 2024 року                                                  |
| 45               | Перепічка                            |                   | Скульптор — Юрій Білявський Меценат скульптурки — Київська Перепічка                                                        |                                                                             | вул. Богдана Хмельницького, 3, справа біля вікна                                                                                       | Хто перепічки торкнеться, довголіття набереться.                                    | вересень 2024 року                                                 |
| 46               | Поверення додому                     |                   | Скульптор — Юрій Білявський Меценат скульптурки — Visa                                                                      |                                                                             | Центральний залізничний вокзал Києва                                                                                                   | Повертаємо додому                                                                   | 1 листопада 2024 року                                              |
| 47               | Щедрик. Пісня-дипломат               |                   | Скульптор — Юрій Білявський Меценат скульптурки - АТ «Кредобанк»                                                            | 50°27′25″ пн. ш. 30°31′18″ сх. д. / 50.45694° пн. ш. 30.52167° сх. д.       | Фасад Міністерства закордонних справ України, Михайлівська площа, 1                                                                    | «Щедрика» вмикай — культурним дипломатом ставай                                     | 20 грудня 2024 року                                                |